# Carignan-de-Bordeaux
Carignan-de-Bordeaux ist eine französische Gemeinde im Département Gironde in der Region Nouvelle-Aquitaine. Die Gemeinde liegt im Einzugsgebiet der Stadt Bordeaux. Während Carignan-de-Bordeaux im Jahr 1962 über 760 Einwohner verfügte, zählt man aktuell 4.312 Einwohner (Stand 1. Januar 2022).
Die Gemeinde gehört zum Kanton Créon im Arrondissement Bordeaux. An der südöstlichen Gemeindegrenze verläuft das Flüsschen Pimpine.

## Bevölkerungsentwicklung
| Jahr                       | 1962 | 1968 | 1975 | 1982 | 1990 | 1999 | 2006 | 2017 |
| Einwohner                  | 760  | 1209 | 1931 | 2276 | 2867 | 3094 | 3332 | 3859 |
| Quellen: Cassini und INSEE |      |      |      |      |      |      |      |      |

## Sehenswürdigkeiten

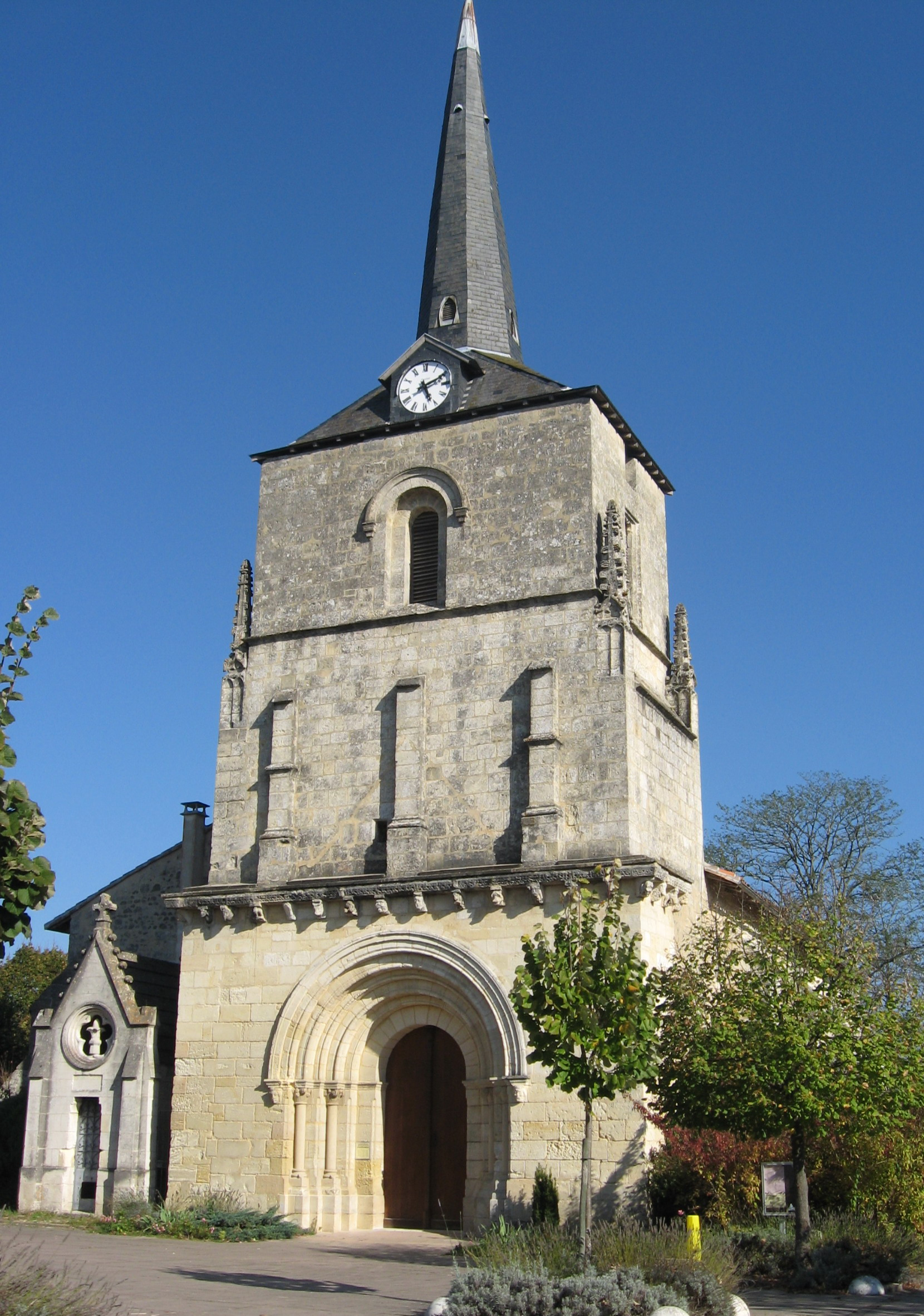
Kirche Saint-Martin

- Kirche St-Martin (siehe auch: Liste der Monuments historiques in Carignan-de-Bordeaux)

## Weinbau
Carignan-de-Bordeaux ist eine Weinbaugemeinde; die Rebflächen gehören zur Appellation Premières Côtes de Bordeaux.